# Дългокрака жаба
Litoria infrafrenata е вид земноводно от семейство Дървесници (Hylidae).

## Разпространение
Видът е разпространен в Австралия, Източен Тимор, Индонезия, Папуа Нова Гвинея и Соломонови острови.